# Hohenholz Försterei
Hohenholz Försterei – zlikwidowany wąskotorowy przystanek kolejowy w miejscowości Hohenholz na linii kolejowej Casekow Ldb. – Pomorzany Wąskotorowe w powiecie Vorpommern-Greifswald w kraju związkowym Meklemburgia-Pomorze Przednie w Niemczech.